# اینتری
اینتری (به انگلیسی: Aintree) یک روستا در بریتانیا است که در اینتری ویلیج واقع شده‌است. اینتری ۶٬۶۸۹ نفر جمعیت دارد.